# Vilmarie Mojica
Vilmarie Mojica (Toa Baja, 13 agosto 1985) è un'ex pallavolista portoricana.
Gioca nel ruolo di palleggiatrice.

## Biografia
È la sorella maggiore dell'ex pallavolista Yeimily Mojica.

## Carriera

### Club
La carriera di Vilmarie Mojica inizia nella stagione 2001, quando debutta in Liga de Voleibol Superior Femenino tra le file delle Pinkin de Corozal: vi milita per otto annate, vincendo due scudetti in quattro finali disputate.
Nella stagione 2010-11 viene ingaggiata per la prima volta all'estero, dalle azere del Baku: dopo l'eliminazione del club in Superliqa, torna in patria per disputare la fase finale della stagione 2011 con la squadra di Corozal, in cui rimane anche la stagione successiva.
Nella stagione 2012-13 viene ingaggiata dal Villa Cortese, nella Serie A1 italiana. Nella stagione 2014 torna a Porto Rico per giocare con le Criollas de Caguas, vincendo il terzo scudetto della propria carriera.
Nel campionato 2015 passa alle Valencianas de Juncos, dove rimane per tre annate. Il 13 gennaio 2019, a pochi giorni dall'inizio della Liga de Voleibol Superior Femenino 2019, annuncia ufficialmente il suo ritiro dalla pallavolo giocata.

### Nazionale
Nel 2002 ottiene le prime convocazioni in nazionale, con cui non ottiene risultati di rilievo fino al secondo posto al campionato nordamericano 2009, dove viene premiata come miglior palleggiatrice. 
In seguito si aggiudica la medaglia di bronzo alla Coppa panamericana 2014 e quella d'argento ai XXII Giochi centramericani e caraibici, seguite dal bronzo alla NORCECA Champions Cup 2015 e al campionato nordamericano 2015 e poi da un argento alla Coppa panamericana 2016. 
Partecipa ai Giochi della XXXI Olimpiade di Rio de Janeiro, dove indossa per l'ultima volta la maglia della nazionale portoricana.

## Palmarès

### Club
- Campionato portoricano: 3

2008, 2010, 2014

### Nazionale (competizioni minori)
- Giochi centramericani e caraibici 2006
- Coppa panamericana 2009
- Giochi centramericani e caraibici 2010
- Coppa panamericana 2014
- Giochi centramericani e caraibici 2014
- NORCECA Champions Cup 2015
- Coppa panamericana 2016

### Premi individuali
- 2007 - Campionato nordamericano: Miglior palleggiatrice
- 2009 - Coppa panamericana: Miglior palleggiatrice
- 2009 - Qualificazioni nordamericane al campionato mondiale 2010: Miglior palleggiatrice
- 2009 - Campionato nordamericano: Miglior palleggiatrice
- 2010 - Giochi centroamericani e caraibici: Miglior palleggiatrice
- 2012 - Qualificazioni nordamericane ai Giochi della XXX Olimpiade: Miglior palleggiatrice